# John Patrick (Autor)
John Patrick, geboren als John Patrick Goggan, (* 17. Mai 1905 in Louisville, Kentucky; † 7. November 1995 in Florida) war ein US-amerikanischer Dramatiker und Drehbuchautor, der 1947 für einen Oscar nominiert war, und 1954 für seine Bühnenadaption The Teahouse of the August Moon mit dem Pulitzer-Preis ausgezeichnet wurde.

## Leben
John Patrick Goggan, so sein Name nach der Geburt, musste schon früh ohne seine Eltern John Francis und Myrtle (geborene Osborn) auskommen. Einen Teil seiner Jugend verbrachte er in Heimen und Internaten. Er besuchte die Holy Cross Highschool, das St. Edwards College, St. Marys Seminary und University sowie die Harvard University und die Columbia University. Mit 19 Jahren bekam er einen Job als Ansager bei einer Radiostation in San Francisco.
Im Jahr 1925 ging Patrick eine Ehe mit Mildred Legaye ein. Zwischen 1928 und 1933 schrieb er mehr als tausend Manuskripte fürs Radioprogramm. Im Jahr 1937 verfasste er Anpassungen für eine Serie der NBC, die auf Shakespeare zurückging. Helen Hayes hatte eine Gastrolle.
Für sein erstes eigenes Stück Hell Freezes Over stand Patrick nur ein knappes Budget zur Verfügung. Joshua Logan übernahm die Regie, das Werk hatte 1935 jedoch nur eine kurze Laufzeit am Broadway, öffnete Patrick aber die Tür als Drehbuchautor. Sein folgendes Stück The Willow and I wurde mit Martha Scott und Gregory Peck in den Hauptrollen produziert.
1947 war der Autor für einen Oscar nominiert in der Kategorie „Beste Originalgeschichte“ für seine Vorlage Love Lies Bleeding für den Film noir Die seltsame Liebe der Martha Ivers von Lewis Milestone mit Barbara Stanwyck, Van Heflin und Lizabeth Scott in den Hauptrollen. Die Trophäe ging jedoch an Clemence Dane und ihre Geschichte Perfect Strangers. 
Patrick meldete sich freiwillig als Ambulanzfahrer beim Verein American Field Service, der die britische Armee im Zweiten Weltkrieg mit medizinischen Dienstleistungen unterstützte. Er war Teil von Montgomerys 8. Armee in Ägypten und war anschließend in Indien und Burma stationiert, wo ihm die Idee zu dem Bühnenstück Gezählte Stunden kam, das 1949 von Vincent Sherman mit Richard Todd, Ronald Reagan und Patricia Neal in den Hauptrollen verfilmt wurde. 1983 eroberte es dann den Bildschirm.
Seine nächsten Stücke The Curious Savage und Lo and Behold, verfasst 1950 und 1951, waren weniger erfolgreich. Seine 1953 verfasste Bühnenadaption von Vern J. Sneiders Roman The Teahouse of the August Moon (deutscher Titel „Die Geishas des Captain Fisby“) markiert hingegen einen Höhepunkt in Patricks Karriere, sie wurde sowohl mit dem Pulitzer-Preis ausgezeichnet als auch mit dem Tony Award für das beste Drama, und erhielt zudem den  New York Film Critics Circle Award. Eine Verfilmung erfolgte 1956, eine Adaption fürs Theater 1970 unter dem Titel Lovely Ladies, Kind Gentlemen. Han Suyins autobiografischer Roman A Many-Splendoured Thing (deutscher Titel Alle Herrlichkeit auf Erden), wurde 1955 anhand eines Drehbuchs von Patrick von Henry King mit William Holden und Jennifer Jones verfilmt und mit drei Oscars ausgezeichnet, neben vier weiteren Oscarnominierungen. Zu dem Filmmusical Die oberen Zehntausend von 1956 mit Bing Crosby und Grace Kelly schrieb Patrick das Drehbuch. Der Film erhielt zwei Oscar-Nominierungen. 
Nicht so erfolgreich war Patricks 1957 verfasstes Stück Good as Gold. Zu James Jones’ Roman Some Came Running verfasste er zusammen mit dem Autor das Drehbuch für Vincente Minnellis gleichnamige Verfilmung, deutscher Titel Verdammt sind sie alle. Hauptsächlich widmete er sich sodann aber dem Schreiben von Drehbüchern, womit er weiterhin erfolgreich war. Von seinem Honorar für eines seiner erfolgreichsten Stücke The Hasty Heart kaufte Patrick sich in Suffern (New York) eine „Hasty Hill“ getaufte Immobilie. Später zog er nach Saint Thomas, gelegen auf den Amerikanischen Jungferninseln in der Karibik.
Am 7. November 1995 wurde der 90-jährige Dramatiker mit einer Plastiktüte über dem Kopf tot in seinem Zimmer aufgefunden. Man ging von Selbstmord aus. Seine Dramen, weitere Bücher sowie Briefe und Manuskripte befinden sich im Rare Books Department der Boston University.

## Filmografie (Auswahl)
Originalgeschichte/Drehbuch
- 1936: Educating Father
- 1936: High Tension
- 1936: 36 Hours to Kill
- 1937: Mitternachts-Taxe (Midnight Taxi)
- 1937: Born Reckless
- 1938: Battle of Broadway
- 1938: Mr. Moto und der Dschungelprinz (Mr. Moto Takes a Chance)
- 1946: Die seltsame Liebe der Martha Ivers (The Strange Love of Martha Ivers)
- 1947: Abgekartetes Spiel (Framed)
- 1948: Betrogene Jugend (Enchantment)
- 1949: The Philco Television Playhouse (Fernsehserie, Folge The Story of Mary Surratt)
- 1949: Gezählte Stunden (The Hasty Heart)
- 1952/1953: Crown Theatre with Gloria Swanson (Fernsehserie, 2 Folgen)
- 1953: Gefährtin seines Lebens (The President’s Lady)
- 1953: Broadway Television Theatre (Fernsehserie, Folge The Hasty Heart)
- 1954: Drei Münzen im Brunnen (Three Coins in the Fountain)
- 1955: Schlitz Playhouse of Stars (Fernsehserie, Folge Who’s the Blonde?)
- 1955: Das heiße Herz (Fernsehfilm nach Patricks Vorlage The Hasty Heart)
- 1955: Alle Herrlichkeit auf Erden (Love is a Many Splendored Thing)
- 1956: Die oberen Zehntausend (High Society)
- 1956: Daniel Boone (Daniel Boone, Trail Blazer)
- 1956: Warner Brothers Presents (Fernsehserie 2 Folgen)
- 1956: Das kleine Teehaus (The Teahouse of the August Moon)
- 1957: The Hasty Heart (Fernsehfilm)
- 1957: Die Girls (Les Girls)
- 1958: Erwachsen müßte man sein (Leave It To Beaver, Fernsehserie, Folge Music Lesson)
- 1958: Verdammt sind sie alle (Some Came Running)
- 1960: Die Welt der Suzie Wong (The World of Suzie Wong)
- 1962: Gigot, der Stumme vom Montmartre (Gigot)
- 1962: Die Nächte mit Nancy (The Main Attraction)
- 1968: Eine etwas sonderbare Dame (Fernsehfilm)
- 1968: In den Schuhen des Fischers (The Shoes of the Fisherman)
- 1975: Strannaya missis Sevidzh
- 1996: Bohatství slecny Kronkiové (Fernsehfilm, beruhend auf Everybody Loves Opal)
- 1997: Záhadná paní Savageová (Fernsehfilm, beruhend auf The Curious Savagel)

## Veröffentlichungen (Auswahl)
- Hell Freezes Over, New York, 1935
- The Willow and I, New York 1943
- The Hasty Heart, New York 1945
- The Story of Mary Surratt, New York 1947
- The Curious Savage, New York 1951
- Lo and Behold!, eine neue Komödie in drei Akten, New York 1952
- The Teahouse of the August Moon, New York, 1957
- Everybody Loves Opal, New York 1962
- It’s Been Wonderful, New York 1966
- Everbody’s Girl, eine Komödie in drei Akten, New York 1968
- Scandal Point, ein Spiel in drei Akten, New York 1969
- Love Is a Time of Day, New York 1970
- A Barrel Ful of Pennies: A Comedy in Two Acts, New York 1971
- Lovely Ladies, Kind Gentlemen, New York 1971
- Anybody Out There, New York 1972
- A Bad Year For Tomatoes, New York 1975
- Divorce--Anyone?: A Musical One Act Plays, New York 1976
- Noah’s Animals: A Musical Allegory in Three Acts, New York 1976
- Suicide--Anyone?: Three One Act Plays, New York 1976
- The Girls of the Garden Club: A Comedy in Three Acts, New York 1980
- Opal’s Million Dollar Duck, New York 1980
- People!: Three One Act Plays, New York 1980
- That’s Not My Mother: Three One Act Plays, New York 1980
- The Magenta Moth: A Play in Three Acts, New York 1983
- The Reluctant Rogue, or, Mother’s Day: A Play, New York 1984
- Cheating Cheaters: A Comedy, New York 1985
- The Gay Deceiver: A Play in Three Acts, New York 1988
- The Doctor Will See You Now: Four One-Act Plays, New York 1991
- Dirty Ditties, New York 1996

## Auszeichnungen (Auswahl)
- 1947: Oscarnominierung in der Kategorie „Beste Originalgeschichte“ für Die seltsame Liebe der Martha Ivers
- 1954: Pulitzer-Preis für das Theaterstück The Teahouse of the August Moon
- 1957: Nominierung für den Writers Guild of America Award für Das kleine Teehaus
- 1958: Gewinner des WGA Award für Die Girls